# Корявченков, Юрий Валерьевич
Ю́рий Валерьевич Корявченков (также известен как «Юзик»; род. 26 ноября 1974, Кривой Рог) — украинский актёр (студия «95 квартал»), телеведущий, бывший административный директор студии «95 квартал», депутат Верховной Рады Украины IX созыва с 2019 года.  Председатель Криворожской городской организации партии Слуга народа.

## Биография
Родился 26 ноября 1974 года в Кривом Роге. Отец — Валерий Андреевич Корявченков (род. 10 июня 1941) инженер-обогатитель, мать — Анна Фёдоровна Корявченкова (род. 23 марта 1934) — врач-невропатолог. Старший брат — Андрей (род. 11 февраля 1969). В школе занимался баскетболом в детско-юношеской спортивной школе, регулярно участвовал в областных и республиканских соревнованиях. В старших классах два года работал санитаром в хирургическом отделении больницы, потому что хотел стать хирургом. Окончил криворожскую школу № 45.
Работал один год учеником электрослесаря на Центральном горно-обогатительном комбинате.
Окончил Криворожский технический университет, инженер-электрик (специальность «Электропривод и автоматизация промышленных установок и технологических комплексов»).
В 2004 году получил второе, экономическое образование в Криворожском экономическом институте Киевского национального экономического университета (специальность «Экономика предприятия»).
В КВН с 1995 года. Принимает участие в «Студенческих вёснах» в составе СТЭМа «Короткое замыкание» вместе с Юрием Краповым, выступает за команду Кривого Рога «Криворожская шпана». Затем криворожская команда объединяется с командой из Кемерово «Сибирские богатыри» — объединённый коллектив под названием «50x50» сыграл одну игру в Высшей лиге 1996 года.
Вместе с Александром Пикаловым играл в «Сборной Днепропетровска». Вскоре они влились в состав «Сборной Кривого Рога», «предшественницы» команды КВН «95 квартал».
После института с 1997 по 2003 год работал в Центральном горно-обогатительном комбинате электрослесарем, мастером, инженером и заместителем председателя профкома.
Позже актёр и административный директор студии «95 квартал», участник «Вечернего квартала».

### Политика
В 2019 году на выборах президента возглавил штаб кандидата в президенты Владимира Зеленского в Кривом Роге.
Народный депутат от партии «Слуга народа», выиграл парламентские выборы 2019 (избирательный округ № 33, Металлургический район, часть Ингулецкого, часть Саксаганского районов, Центрально-Городской район города Кривой Рог, поселок Авангард Криворожского городского совета). Юрий Корявченков во время заседания Верховной Рады Украины раздавал депутатам билеты на концерт «Вечернего квартала», что обсуждалось в СМИ. Бывший член фракции «Слуги народа», народный депутат Украины Антон Поляков обнародовал видео, где депутат Корявченков, вместе с другими депутатами «Слуги народа», «решал вопросы» с полицией, где приказывал руководителям полиции держать с ними связь и делать все согласно их указаниям.
Председатель Криворожской городской организации партии «Слуга народа».
В 2020 году отказался баллотироваться в мэры Кривого Рога, вместо него баллотируется Дмитрий Шевчик.

## Семья
- Жена — Татьяна Владимировна Корявченкова (д. Писаревская) (род. 29 января 1983) (2004—2005; и с 2006) — экономист по образованию, закончила Криворожский экономический институт, работает помощником мужа-депутата на общественных началах.[15][16][17]
- сын — Андрей Корявченков (январь 2007).
- дочь — Маргарита Корявченкова (декабрь 2007).
- Дочь — Марианна Корявченкова (2011)[18].

Жена Кошевого Ксения — крестная мать дочери Юрия, муж Кравец, Сергей — крестный отец другой дочери. Юрий — крёстный отец дочери Евгения Кошевого.

## Фильмография
- 2006 — Милицейская академия
- 2009 — Как казаки… —  Батя
- Смачна ліга
- 2013 — 1+1 дома. Новый год —  лейтенант
- 2014 — 1+1 дома: 8 Марта —  лейтенант
- 2015—2019 — Слуга народа —  Борис Иванович Дудяк  — председатель Антикоррупционного бюро

## Телевидение
- «Вечерний Квартал»
- «Воскресенье с Кварталом»
- Был ведущим воскресного утреннего шоу «Украина, вставай!»
- «Вечерний Киев»
  - «Пороблено в Украине»
    - 2015 — Вассал Народа — Жерар Депардьё
    - Шерлох — Андерсон, помощник Мориарти

## Образы
- Жерар Депардьё
- Игорь Мосийчук
- Пётр Порошенко